# José Parra Martínez
José Parra Martínez (Blanes, 28 agosto 1925 – Terrassa, 29 febbraio 2016) è stato un calciatore spagnolo, di ruolo difensore.
Al momento della sua scomparsa, avvenuta nel 2016 all'età di 90 anni, era l'ultimo ancora in vita della rosa della Spagna giunta quarta ai Mondiali del 1950 in Brasile.

## Carriera

### Club
Durante la sua carriera ha giocato principalmente con l'Espanyol, in cui ha trascorso 10 stagioni.

### Nazionale
Conta 7 presenze con la Nazionale spagnola, di cui cinque nel corso del Campionato mondiale del 1950, esordendo nell'incontro inaugurale contro gli Stati Uniti.